# Pavel Smerdiakov
Pavel Smerdiakov ou Paul Smerdiakov ou Pavel Fiodorovitch Smerdiakov (en russe : Павел Фёдорович Смердяков : nom dont la racine est le verbe smerdiet  (en russe : смердеть), qui signifie puer la merde) est un des personnages du roman de Fiodor Dostoïevski, Les Frères Karamazov (1878-1880), domestique et cuisinier du patriarche Fiodor Karamazov. Selon la rumeur, ce fils illégitime est né d'une mère simple d'esprit, Élisabeth (Lizaveta) Smerdiastchaïa, et son nom patronymique de Fiodor lui a été donné par Fiodor Karamazov, en l'honneur de cette mère.
Smerdiakov est surtout formé à ses tâches par l'autre domestique des Karamazov, Grigori, plus âgé, dans un milieu dominé par l'égoïsme sans limite de Fiodor Karamazov. Smerdiakov a appris à cuisiner à Moscou, où son maître l'a envoyé à cette fin et Fiodor Karamazov apprécie hautement ses capacités culinaires. Depuis l'enfance, il souffre d'une forme sévère d'épilepsie (comme Dostoïevski lui-même). Dès son arrivée à Skotoprigonievsk, où vit la famille Karamazov, il s'intéresse aux idées d'Ivan Karamazov, le second fils de Fiodor, et tente d'être plus proche d'Ivan que des autres fils.
Après la mort de Fiodor Karamazov, Smerdiakov quitte la demeure familiale et va vivre ailleurs avec une voisine proche.

## Genèse du personnage

### Les brouillons desFrères
Au premier stade de la composition de son roman, le philologue Kiïko remarque que c'est Ivan Karamazov qui est désigné comme assassin, sans que Pavel Smerdiakov ne soit nommé. Par la suite, Dostoïevski en travaillant sur l'épisode de la cellule du starets Zosime, décrit Smerdiakov dans un fragment inspiré de la figure de Javert de Victor Hugo dans Les Misérables : c'est un personnage stoïque et ferme, sérieux et sévère, triste et pensif, modeste et arrogant, comme tous les fanatiques,. Dostoïevski déclare n'avoir jamais lu de description plus profondément négative que celle de la personnalité de Javert par Hugo. L'écrivain retravaille sa description après sa visite de l'orphelinat pour enfants illégitimes, quand il réfléchit à la différence entre ces enfants et ceux de parents malhonnêtes .
Il se décide finalement, à ajouter le personnage de Smerdiakov à son roman : un enfant trouvé, provenant d'un milieu médiocre et sans talents et donc potentiellement un gredin. Le prototype de la mère de Smerdiakov, Elisabeth est un fou que Dostoïevski avait connu dans le village de son père Mikhaïl Andreïevitch Dostoïevski où il a passé son enfance. Le nom Smerdiakov et une courte description de la mère se trouve déjà dans les notes du roman L'Adolescent . Le critique Kiïko remarque que l'image de Smerdiakov a été créée sous l'influence d'associations, les unes littéraires et les autres vécues, et que son introduction dans le roman vient de nécessités propres au développement de la logique du plan de composition.

### Modèles du personnage de Pavel
Le philologue Moïse Altman estime que l'on peut tracer des parallèles entre la figure de Smerdiakov et d'autres personnages tels que ceux de Dostoïevski lui-même et ceux d'autres écrivains. Ainsi, Pavel Smerdiakov et Ivan Karamazov rappellent Philippe et son hôte Arkadi Ivanovitch Svidrigaïlov, l'ancien employeur d'Advotia (Dounia), la sœur de Rodion Raskolnikov du roman Crime et châtiment. On observe de nombreuses similarités : le statut social similaire, le caractère, les relations, la mort tragique du personnage serviteur, ou encore le suicide de Smerdiakov.
Altman cite également l'exemple du récit de Pouchkine Récit du village de Goriokhone (ru) . Le critique remarque la coïncidence entre l'histoire de la bergère idiote du récit de Pouchkine et l'histoire d'Élisabeth Smerdiastchaïa la mère de Smerdiakov.
En même temps, les critiques constatent que l'on trouve le prototype de la mère de Smerdiakov, la simple d'esprit Élisabeth dans la personne d'Agraphéna du village où Dostovieski passa une partie de son enfance non loin de Moscou : à Darovoïé,. Selon Kiïko, l'image d'Élisabeth apparaît déjà dans les brouillons préparatoires du roman L'Adolescent, où, les premières et brèves caractéristiques du personnage sont inscrites en marge, avec le nom de « Smerdiakov » à côté. Quant au prototype de Pavel Smerdiakov, on le trouve selon Altman dans la personne d'un enfant du village voisin de Darovoe, Monogarova (oblast de Moscou), qui aimait se déguiser en prêtre et jouer n'importe quel rôle de servant. Le rôle de Smerdiakov adulte est basé sur des récits de meurtres dans la noblesse accomplis par « des serviteurs dangereusement intelligents ». Altman cite l'exemple du récit de l'écrivain et publiciste Nicolas Kostomarov dans lequel le serviteur d'un château tue son père avec lequel il avait des « conversations philosophiques ». Dans Les Frères Kraramazov Smerdiakov apprend par Ivan que tout est permis puis passe à l'acte en tuant Fiodor Karamazov.
Dostoïevski s'est intéressé au travail de Victor Hugo et à la profondeur psychologique de ses personnages. Dans Les Misérables, il appelle à la restauration « de l'être humain tué, écrasé par l'oppression injuste des circonstances, celles de la stagnation et des préjugés sociaux d'une époque ». À partir de là, le philologue Eugène Kiïko suppose que l'image d' « enfant trouvé » de Smerdiakov peut être rapprochée de celle de Javert dans le roman Les Misérables, qui est également né dans la rue.
Le critique littéraire Georgi Friedlender trouve également des prototypes de Smerdiakov dans la personne du laquais Vidopliasov du récit de Dostoïevski Le Bourg de Stépantchikovo et sa population et encore dans «Cour de laquais » dans son « Introduction » à une « Série d'articles sur la littérature russe » de 1861. Il y est question du mépris dont sont victimes des gens du peuple sous prétexte qu'ils sont habillés de vêtements de laquais.

## Avant les évènements du roman
L'idiote de la ville, qui parcourait journellement les rues, Elisabeth Smerdiastchaïa se faufile dans les bains de la maison des Karamazov et y met au monde un enfant,. « Le petit était couché auprès de sa mère qui agonisait. Elle ne prononça pas une parole, pour la bonne raison qu'elle ne savait pas parler. ». Dès ce moment, la rumeur dans la ville attribue au père Karamazov la paternité de l'enfant. Le domestique Gregory prend l'enfant et s'en occupe, si bien qu'il finit par devenir le valet de pied de la maison Karamazov.
Le critique littéraire Georgi Friedlender, observe que ce n'est pas la première fois que ce thème de l'enfant trouvé apparaît dans l'œuvre. Grigory et sa femme Marthe, au moment où ils découvrent Pavel Smerdiakov dans les bains de la propriété, avaient déjà eu eux-mêmes un enfant qui n'avait vécu que deux semaines et était né avec six doigts à la main. Mais Grigory ne se plaint pas et s'en réfère à la « divinité ». C'est ainsi que pour Grigory les raisonnements sur la condamnation à mort d'enfants ne restent pas abstraits, comme pour Ivan Karamazov, mais relèvent de son vécu concret et de celui de sa femme.
Dès son enfance Grigory, remarque que Smerdiakov n'est pas capable d'aimer, de s'amuser, ni de se réjouir comme les autres. Il pend des chats au lieu de jouer à des jeux d'enfants. Puis il organise l'enterrement solennel de l'animal en jouant le rôle du prêtre. Après avoir puni l'enfant, Grigory dit à sa femme :« il ne nous aime pas ni moi ni toi, c'est un monstre, et il n'aime d'ailleurs personne », et il ajoute à l'enfant : «tu es un homme ou quoi ? […] non tu n'es pas un homme, tu es né de l'humidité d'un bain , voilà ce que tu es…»,,.

## Traitement littéraire

### Caractère
Smerdiakov est « maladivement obsédé par la propreté ». Cela se remarque spécialement à l'heure des repas, quand il examine tout attentivement avant de manger. Sa redingote est toujours propre, sa chemise blanche, ses souliers vernis, à un point tel que c'est un peu inhabituel pour un simple domestique. De plus il utilise des pommades et des eaux de toilettes pour ses cheveux. Le critique Nakamoura remarque qu'il utilise les parfums et les crèmes par imitation des habitudes des habitants de Moscou mais que par contre il reste insensible à l'aspect théâtral de ces utilisations par les acteurs, les artistes. Fétioukovitch, l'avocat qui défend Dimitri Karamazov accusé du meurtre de son père Fiodor Karamazov signale dans sa plaidoirie, à propos de Smerdiakov, : « Il se prenait pour un homme cultivé parce qu'il s'habillait avec soin, portait des chemises propres et cirait ses bottes.».

### Relations aux autres
Smerdiakov hait et méprise les gens, il hait toute la Russie. Après une visite à Moscou il a l'air vieilli et couvert de rides alors qu'il n'a encore que vingt quatre ans. Son mépris apparaît aussi dans le chapitre II du livre cinquième intitulé La guitare de Smerdiakov .« Le moujik peut-il éprouver des sentiments envers l'intellectuel ? Il est trop ignorant pour sentir quoi que ce soit <…> En 1812, l'empereur des Français Napoléon Ier, qui fut le père de l'empereur actuel, envahit le Russie, et c'eut été un grand bonheur pour notre pays s'il l'avait conquis. Une nation intelligente aurait soumis une nation stupide et l'aurait annexée. Nous aurions alors un ordre tout différent chez nous ».
Le critique Nakamoura le décrit comme un personnage insaisissable, insipide, froid, qui ne réfléchit pas. Selon le chercheur , pour Dostoïevski c'est un personnage qui reste toujours « confiné dans une obscurité intellectuelle».
Smerdiakov doit tout son «savoir» de l'écoute des conversations du père Fiodor avec son fils Ivan Karamazov. Tout d'un coup il se met à parler de sujets «intellectuels», mais, même Fiodor Karamazov, à propos de ses arguments sur la souffrance du Christ le compare à l'ânesse de Balaam dotée de la parole mais avec on ne sait quoi d'incompréhensible dans la tête. «… Imagine-toi que notre ânesse de Balaam s'est mise à parler ... L'ânesse de Balaam n'était autre, en réalité, que le laquais Smerdiakof ! dit Fiodor à son fils Ivan. Dostoïevski essaye par là de montrer la logique incroyable et incompréhensible des gens du peuple qui commencent seulement à accumuler des impressions sur le monde, parmi celles qui sont orthodoxes et admises.
Ivan Karamazov remarque plus tard que dès qu'il se rapproche un peu de Smerdiakov, immédiatement ce dernier commence à lui parler et à réfréner son immense fierté et son orgueil meurtri. Smerdiakov commence alors visiblement à se considérer, Dieu sait pourquoi, comme solidaire d'Ivan Karamazov, parlant toujours sur un ton qui fait penser qu'il y a des arrangements préalables entre eux et des secrets connus d'eux seuls, incompréhensibles pour les autres mortels qui les entourent. Smerdiakov acquiert un sentiment de possession exclusive, qui ne repose sur rien de fondé .

### Chanson de Smerdiakov
Dans le chapitre II La guitare de Smerdiakov du Livre cinquième, Aliocha surprend par hasard Smerdiakov en train de chanter une chanson. À propos de cette chanson qui date du 10 mai 1879, Dostoïevski écrit dans une lettre : « Le laquais Smerdiakov chante une chanson de laquais […] Je n'ai pas composé cette chanson mais je l'ai remarquée à Moscou. Je l'ai déjà entendue il y a quarante ans. Ce sont des marchands de troisième catégorie qui l'ont composée et qui l'ont donnée ensuite à des laquais. Personne, parmi les collectionneurs, ne l'a jamais enregistrée et c'est la première fois qu'elle apparaît ».

### L'assassinat de Fiodor Karamazov
Pour planifier et accomplir son crime par contre, Nakamoura remarque que Smerdiakov est présenté comme extrêmement prudent et intelligent. Au début, il se doute qu'Ivan souhaite secrètement la mort de son père et plus tard, après leurs conversations, il perçoit ou croit percevoir l'acquiescement silencieux à l'accomplissement du crime.
Smerdiakov considère Ivan comme un homme exceptionnel et essaye d'attirer son attention sur lui. Mais Ivan ne le voit que comme un laquais. Smerdiakov reprend les idées d'Ivan comme il peut, il est complaisant à son égard et tente de se lier à lui par des liens puissants de fraternité.
Pour commencer, Smerdiakov doit choisir le bon moment pour tuer. Il lui est nécessaire d'être proche du moment où Fiodor pourra épouser Grouchenka et qu'Ivan puisse obtenir une part d' héritage. En même temps si c'est Dimitri qui est considéré comme l'assassin, la part de ce dernier sera répartie entre ses deux autres frères, ce qui avantage également Ivan. Après le crime, selon les calculs de Smerdiakov, Ivan lui sera reconnaissant, le reconnaîtra comme frère et le récompensera. Ivan a dû quitter la ville à la demande de son père, mais il tarde à partir, c'est pourquoi lorsque , après une conversation avec Smerdiakov, Ivan se décide à partir, Smerdiakov prend cela comme un signal qui lui permet d'agir .

### Mort de Smerdiakov
Ce que Smerdiakov interprète comme des messages aux sens cachés, émis par Ivan avant son départ hors de la ville, ne sont en fait que des idées qu'il a lui-même imaginées et qui prouvent qu'il est resté laquais et non un Karamazov. C'est en tout cas le sens que le critique Nakamoura donne aux récits de Dostoïevski. Smerdiakov interprète les paroles d'Ivan avant son départ et son départ lui-même comme s'il avait dit :« tu peux tuer un parent et moi Ivan je ne suis pas un obstacle » . Mais Ivan ne pensait pas vraiment assassiner et cela provoque un choc profond dans l'esprit du domestique. Dostoïevski ne présente pas de comparution de Smerdiakov devant Dieu comme il le fait pour Ivan devant le diable. Il présente le domestique Smerdiakov comme un homme pour lequel il n'est pas possible d'évoquer un renouveau. Pour lui tout s'est effondré : l'idée de permissivité générale, l'idée de l'exclusivité d'Ivan, l'idée de grandeur à atteindre. Après avoir réalisé ce fait, Smerdiakov rend l'argent volé et se pend dès qu'Ivan le quitte. Nakamoura déduit des impressions émises par Smerdiakov, que non seulement ce dernier n'aime pas les gens mais qu'il se déteste lui-même.

### Smerdiakov vu par autrui
Fétioukovitch, l'avocat qui défend Dimitri Karamazov accusé du meurtre de son père Fiodor Karamazov juge ainsi Smerdiakov dans sa plaidoirie: « ... il s'agit d'un être foncièrement méchant, démesurément vaniteux, ... il haïssait ses origines, il en rougissait et rappelait en grinçant des dents qu'il était né d'une « puante » .Il se montrait irrespectueux envers le domestique Gregori et sa femme... Il maudissait la Russie et s'en moquait. Son rêve était de partir pour la France et de devenir Français... Je crois qu'il n'aimait personne en dehors de lui-même,...».

## Analyse
Le poète belge Émile Verhaeren fondateur du symbolisme fait remarquer que le roman Les Frères Karamazov, en raison des caractères d'Ivan et de Smerdiakov est proche de la grande tribu des personnages de Shakespeare et d'Honoré de Balzac. « Cette humanité palpitante et ensanglantée; ce pathétique sublime; cette vision claire et transparente à travers le brouillard et la nuit ».